# Ангулес, Фотис
Фо́тис Ангуле́с  (греч. Φώτης Αγγουλές, псевдоним, настоящая фамилия — Хондрула́кис, Χονδρουλάκης; 1911, Чешме, Измир — 27 марта 1964, Эгейское море) — греческий поэт и коммунист. 14 лет, более четверти своей жизни, провёл в британских концлагерях на Ближнем Востоке и греческих тюрьмах, что наложило отпечаток на его творчество и в силу чего он часто именутся «поэтом колючей проволоки».

## Молодость
Ангулес родился в городке Кри́ни (Κρήνη — фонтан, водный источник) на западном побережье османской Малой Азии, сохранившего к началу XX века своё коренное греческое население.
Собственно турецкое имя городка, Чешме, получившее известность в истории российского флота, было переводом его имени с греческого.
В 1903 году, после разделения епископии Крини и Анеон, Константинопольская православная церковь создала в Крини отдельную митрополию.
Отец будущего поэта, Сидерис Хондрулакис, был зажиточным коренным ионийским греком, промышлявшим рыболовством и торговлей рыбой.
Отец был бравым мужчиной, в силу чего за ним закрепилась кличка «Αнгулес», что на местном говоре означало мо́лодец.
Эту кличку Фотис в дальнейшем избрал своим литературным псевдонимом, а затем сделал своей фамилией.
Широкая кампания запугивания и массовых убийств, развязанная младотурецкими османскими властями против коренного греческого населения Ионии в преддверии Первой мировой войны, переросшая в геноцид христианских народов империи с началом войны, затронула и семью Ангулеса.
В возрасте 3 лет, вместе со своей семьёй, он впервые стал беженцем на соседнем греческом острове Хиос.
После капитуляции Османской империи, в 1919 году, греческая армия взяла регион под свой контроль и семья получила возможность вернуться в Чешме.
Однако межсоюзнические антагонизмы привели к Малоазийской катастрофе и семья Ангулеса (включая Фотиса, которому тогда было 11 лет, и 3 его сестёр), в числе сотен тысяч греческих беженцев, вновь бежала на Хиос.
Семья обосновалась в наспех сколоченной лачуге за стенами генуэской крепости Хиоса.
Отец, как и в Чешме, сумел приобрести рыбацкую лодку и рыбную лавку.
Фотис был неплохим учеником, но беспокойным и недисциплинированным ребёнком. Будучи учеником второго класса начальной школы, по какой-то причине отказался подойти к классной доске, выпрыгнул из окна и более не ступил ногой в школу.
Он предпочёл помогать своему отцу, на берегу и в море.
В возрасте 14 лет Фотис был впечатлён стихами, прочитанными им в газетах, которыми оборачивали рыбу в рыбном магазине отца.
Он начал писать стихи и читать, чтобы восполнить своё прерванное образование.
Чуть позже, в 1928 году, он оставил работу у отца и стал работать учеником в типографии местной хиосской газеты «Элефтерия» (Ελευθερία — «Свобода»).

## Литературная и политическая ориентация
Ангулес начал печатать свои стихи в период военных и политических беспорядков в Греции.
В 1936 году, он напечатал в газете «Алития» (Αλήθεια — «Правда»), сатирическое стихотворение направленное против итальянского диктатора Муссолини.
В силу идеологической близости установленного в Греции в 1936 году диктаторского режима генерала Метаксаса с режимом Муссолини, стихотворение Ангулеса стало причиной того, что он предстал перед судом.
Он был оправдан, но для правящего режима он остался «левым» и «опасным».
Это клеймо преследовало поэта до самой его смерти.
Ангулес непрерывно читал, используя книжные богатства хиосской городской библиотеки «Кораис».
Он даже попросил у директора библиотеки право ночевать в её здании, с тем чтобы выиграть время для чтения её книг.
В свои восемнадцать лет Ангулес издал свою первую сатирическую газету «Кампана» («Καμπάνα» — Колокол).
Тремя годами позже он продолжил свою издательскую деятельность изданием еженедельной газеты «Михалу» («Μιχαλού» — в свободном переводе бабка Михайла). Сатира опубликованная им в этой газете против двух известных преподавателей хиосской гимназии стала причиной того, что он впервые познал тюрьму.
Ангулес очень рано, ещё с предвоенного десятилетия, чётко обозначил свой последующий поэтический характер и политическую ориентацию.
Меланхолия Кариотакиса, была одним из важнейших влияний на поэта в период его интенсивных чтений литературы. Она сочеталась с простонародным происхождением Ангулеса, в силу чего (особенно в первоначальный период) это привело его к поэзии протеста.
Особенный характер его стихов и его левая идеологическая ориентация сформировали поэта, который колебался между чувствительностью, сарказмом и негодованием по поводу социальных условий.

## Работы предвоенного периода
В предвоенный период Ангулес издал 3 поэтических сборника: «Амавасиа» («Αμαβασιά» 1934), «Крики на солнце» («Κραυγές στον ήλιο») и «Фиалки» («Μενεξέδες» (1938).
Одновременно он редактировал фольклорный сборник «Народ моего отечества» («Ο λαός της πατρίδας μου»), который состоял из народных двустиший и песен из Чешме.
Немногим позже, сначала с группой сотрудников, а затем сам, он издавал литературный журнал «То Ниси мас» («Το Νησί μας»" -Наш Остров).

## На Ближнем Востоке
В октябре 1940 года Греция подверглась нападению армии фашистской Италии. Греческая армия отразила нападение и перенесла военные действия на территорию Албании.
6 апреля 1941 года на помощь итальянцам пришли войска нацистской Германии, которые вторглись в Грецию с территории союзной немцам Болгарии.
К началу июня вся территория Греции была оккупирована силами Оси.
С началом тройной, германо-итало-болгарской, оккупации Греции Ангулес, как и сотни других хиосцев, принял решение перебраться на Ближний Восток, где эмиграционное греческое правительство начало формирование новых воинских частей для продолжения войны на стороне союзников.
В августе 1941 года он выбрался на лодке в родной Чешме и освобождённый от турецкого заключения при британском содействии, вместе с другими земляками, через Смирну и сирийский Алеппо прибыл в Хайфу, Британская Палестина.
Он был зачислен в армию сначала радистом, а затем, в начале 1942 года, был отозван работать в типографию Иерусалимской православной церкви. Там он издавал армейский журнал «Эллада» («Ελλάς»).
Но к концу года он был переведен в офис правительственной пресс-службы в Каир, который возглавлял будущий нобелевский лауреат, поэт Георгиос Сеферис.
Впоследствии в своих мемуарах «аристократ» Сеферис негативно отзывался о Ангулесе именовал его «гнусным якобинцем» и писал о нём: «Он думает, что он работает для народа, разрушая достойные вещи, размазывая чистое грязью… Эти люди думают, что искусство для народа означает стишки танго без музыки».
В Каире Ангулес издал свои сборники стихов «Голоса» («Φωνές» 1943) и «Миражи в пустыне» («Οπτασίες στην έρημο» 1943).
В Каире Ангулес женился на местной гречанке Элли Кирьязи, бывшей учительницей французского языка. Однако супружеская жизнь продлилась только 5 месяцев и была прервана вихрем последовавших военно-политических.

## «Поэт колючей проволоки»
Имея специальность радиста, Ангулес попросился на греческий ВМФ, корабли которого в тот период временно базировались в портах Египта и Палестины.
Войдя в контакт со своими идеологическими товарищами, он вступил в подпольную Антифашистскую Организацию Флота (Αντιφασιστική Οργάνωση Ναυτικού — ΑΟΝ).
В апреле 1944 года, греческий флот и армейские части на Ближнем Востоке восстали. Восставшие, пытались предотвратить послевоенное британское вмешательство в Грецию в поддержку греческой монархии, и требовали признания греческих частей и флота на Ближнем Востоке частями Народно-освободительной армии Греции (ЭЛАС).
После подавления восстания, моряки восставших греческих кораблей, в числе заключённых в британские лагеря 20 тысяч греческих солдат и матросов, прошли фильтрацию, прежде чем вернуться на борт своих кораблей.
«Поэт (колючей) проволоки», как его именует Д. Сервос, будучи заключённым вместе с тысячами других греческих солдат и моряков в британском концлагере у ливийского городка Бардия (El Burdi, араб. البردية or البردي‎), на грани смерти от лишений и острого кризиса астмы, писал в своём стихотворении «Посвящение лорду Байрону»:
Мы не можем в эту ночь
Образ вспомнить твой опять
Так как в проволоке колючей может
наша мысль застрять
И кровью твою душу обагрить
В другом стихотворении — обращении к Байрону он писал:
Мы дружбу ценим
Мы Свободу любим
Ну а теперь, как варвары твои
Нас мучают, что им сказать
В стихотворении «Если» он пишет:
Лес проволоки вокруг высоко
Закрыл снаружи
Радость весны улыбающуюся нам
……….
Как знать, из проволоки этой, что мы полили
Столькими слезами и кровью, если она когда то расцветёт
Что за цветы взойдут
При всех испытаниях и лишениях выпавших на его долю, Ангулес не забывал о крови, которая лилась в тот же период в самой Греции и о тысячах погибших товарищей.
В своём посвящении 200 Первомайцев он писал:
Сколько крестов что стоят, сколько крестов что будут стоять
Нас только крестами и можно считать
Кресты, везде кресты
Бесслёзны мы, не плачем, не смеёмся
Наши дома дымят, голодны наши дети, не прогнёмся
Зашли мы за метки границ нашей боли
Кресты, везде кресты
В августе 1944 года англичане выслали его в Асмару, на территории нынешней Эритреи, после чего он был заключённым в камерах изоляции в тюрьмах Палестины и Египта, а затем снова отправлен в Эритрею, в концлагерь города Дэкэмхаре.
Здесь он тяжело болел и был отправлен в госпиталь эритрейского города Mai Habar.
Будучи тяжело больным, после окончания войны, в ноябре 1945 года, он был освобождён и добрался до Александрии, где 1946 году получил разрешение на репатриацию в Грецию, в чём однако было отказано его супруге.

## Возвращение на Хиос, Гражданская война, арест
Аггулес вернулся на Хиос когда в Греции уже бушевала Гражданская война (1946—1949).
Он завершил и подготовил к изданию сборники стихов «Пламя леса» («Φλόγες του δάσους» 1946) и «Эдельвейс» («Εντελβάις» 1946).
Гражданская война затронула не только материковую Грецию, но и полуостров Пелопоннес и острова Крит, Кефалиния, Лесбос, Самос и Икария, что опровергало правительственную пропаганду о том, что война носила приграничный характер и была вызвана вмешательством северных соседей Греции.
Но и на Хиосе, с его ограниченными размерами, чьё население в истории Греции не характеризуется особой воинственностью, 80 местных коммунистов предприняли попытку создать на острове партизанское движение. Попытка была подавлена всего за 4 месяца (декабрь 1947 — март 1948), большинство партизан погибли.
Не располагаем данными о непосредственном участии Ангулеса в боях. Однако в Декларации ЦК компартии Греции о 70летии Демократической армии Греции (ДАГ) 1946—1949 г г отмечается, что «Среди десятков тысяч бойцов ДАГ были и деятели науки, литературы и искусства, в том числе писатели Димитрис Хатзис, Фотис Ангулес, ….».
В 1948 году, вместе со своими товарищами Михалисом Ватакисом и Яннисом Трацисом, Ангулес был арестован в одном из подвалов пригорода Хиоса Врондадос, где эта тройка печатала листовки. Его товарищи были расстреляны, однако сам Ангулес был осуждён к 12 годам тюремного заключения.

## Последние годы
Борьба Демократической армии завершилась окончательным поражением осенью 1949 года. Но Ангулес писал из тюрьмы, обращаясь к погибшим товарищам:
Пусть вы не вернулись назад
Пусть вы не дошли никуда
Начинается дорога наша
Там, где закончилась ваша
В белых снегах
Дорогу нам указывает линия крови
Пусть ночь рассыпает тьму, пусть рассыпает
Мы следуем верно следам вашей крови
Он не собирается подписываться под отречением от своих идей:
Не ждите чтобы мы прогнулись
Ни на миг
Даже настолько, что в непогоду
Прогибается кипарис
Мы жизнь сильно
Сильно очень полюбили
Возвращаясь к годам мировой войны он написал стихотворение «Клеймо» («Το στίγμα»), посвящённое молодому немецкому фашисту, убитому в заснеженной русской степи:
И в снегах твой хищный глаз ищет сокровища
Белокурый убийца, что привело тебя в эту степь
В ночи кому готовил ты смертельную засаду
Кто ранил тебя так далеко ? Кого ты знаешь? Кто тебя знает?
Ночной разбойник, как хочешь чтоб тебя судила
Рука, труды годов которой ты разрушил
Каков достойный приговор убийце и фашисту?
Он был заключённым на острове Кефалиния, когда остров в июне 1953 года подвергся разрушительному землетрясению.
В то время как жандармы охраны разбежались по своим сёлам спасать своих близких, заключённые коммунисты, включая приговорённых к смерти, вышли за колючую проволоку, но не бежали, а стали оказывать помощь раненным и оказавшимся в завалах жителям.
Под руководством заключённого врача Манолиса Сиганоса заключённые коммунисты создали импровизированный госпиталь.
Распространились слухи, что после этого власти проявят благосклонность к заключённым.
Однако ничего подобного не произошло и заключённых из Кефалинии перевели на Крит.
В 1954 году Ангулеса доставили в госпиталь Св Павла для операции на желудок — он уже совсем не мог есть.
Больной, из тюремного госпиталя он писал:
Правда, я должен говорить тихо, уважить
Спокойствие больных товарищей что спят
Чтобы не просыпались и вспоминали
Чтобы не вспоминали и пробуждались их вечерние мысли
В этом временном госпитале, окутанном
Змеёй колючей проволоки
Хотя в раннем периоде своего творчества поэзия Ангулеса отмечена меланхолическим пессимизмом, в тюрьме он написал свои самые оптимистические стихи.
Он был освобождён из тюрьмы на острове Керкира в 1956 году, отбыв 2/3 срока, после чего вернулся на Хиос, который считал «Отечеством своей чужбины».
Его отказ подписаться под «отречением» (от своих политических убеждений), была причиной того, что охранка следила за ним где бы он не находился. Он также часто получал письменные угрозы от ультра-правых организаций.
Его здоровье ещё больше было подорвано тюрьмой.
Ангулес уединялся в припортовых тавернах, находя утешение в вине. Но он имел поддержку простых хиосцев, которые угощали его и дарили ему рыбу, якобы для перепродажи.
Старые товарищи помогали ему как могли.
Издатель газеты «Хиосский народ» (Χιακός λαός) в 1958 году взял его на работу в свою типографию. Здесь Ангулес собственными руками набрал свой поэтический сборник «Путь в ночи» (Πορεία στη νύχτα), который он печатал и переплетал партиями в типографии Зосимаса.
Некоторые экземпляры книги он дарил друзьям, другие продавал за хлеб насущный.
В 1962 году он напечатал листы будущего сборника стихов «Фуджияма», но не успел их переплести.
С 1964 года, когда он умер, около 40 лет в типографии оставались тысяча непереплетённых копий сборника.
Впоследствии местная организация компартии собрала их и завершила дело его рук.

## Смерть
Тюремные лишения и болезни ослабили здоровье поэта, последующие гонения усугубили его состояние и наложили отпечаток на его психику.
Состояние Ангулеса хорошо характеризует его стихотворение «Эпилог»:
Тоску твою моя Эллада какая ночь укроет от меня
Какая боль мне выскажет её
Уже я превзошёл боль и печаль глубокую
И я пришёл к молчанию
Пред грудой руин и сора стою
И ни молитву, ни скверну промолвить не могу
Летом 1963 года Ангулес был привезен в афинскую клинику в Мелиссиа — он заболел профессиональной болезнью типографов, отравление свинцом. Но и с психикой у него возникли проблемы.
Единая демократическая левая партия (ΕΔΑ) позаботилась, чтобы его перевели затем в психиатрическую клинику в афинский пригород Эллинико. Получив медицинский уход, через 4 месяца Ангулес нормально ел и разговаривал.
Всё время что он был болен, его три сестры, оставив с свои семьи на Хиосе, по очереди дежурили у его койки.
Жене не разрешили приехать из Египта. Через год они развелись.
Он не подписывал никаких бумаг, опасаясь, что невзирая на его постоянные отказы, ему подсунут отречение от коммунистических убеждений.
Когда родственники принесли в клинику для подписи бумагу, от которой зависело получение им пенсии, он даже не стал её читать, и в своём затуманенном сознании лишь хитро улыбался, как бы говоря «и вам не удастся обмануть меня..».
Понадобились большие усилия, чтобы пенсионный фонд согласился принять бумагу за подписью сестры.
Женщины всегда присутствовали в его жизни. Его ответ на их внимание был сердечным, но непостоянным.
Через 5 месяцев Ангулес получил пенсию от профсоюза типографов. Он вернулся в клинику на обследование, где, как пишет Элли Пападимитриу в своей книге о Ангулесе, «к нему прилипла такая же как он больная, такая же как он вроде вылеченная».
Он дал ей слово, что заберёт её на Хиос и женится на ней.
«Но между комедией и муками, встала смерть».
Отправившись из Хиоса в Пирей, чтобы забрать её с собой, Ангулес умер на борту пассажирского судна «Колокотронис» в ночь с 26 на 27 марта 1964 года, в возрасте 53 лет, от острого отёка лёгких.
Хиосское землячество в Афинах и товарищи по ЭДА, полагая что это было бы и желание Ангулеса, отправили покойного для захоронения на Хиос.
Гроб с телом покойного прибыл на Хиос на рассвете 30 марта и был выставлен для прощания в митрополии. Хиосцы непрерывной чередой прощались с поэтом до полудня.
Некоторые из его товарищей прощались с ним со словами «… хорошо что ты ушёл…».
Похороны были оплачены муниципалитетом. Пападимитриу пишет, что многие хиосцы отмечали, что и половины денег потраченных на его похороны муниципалитетом было бы достаточно чтобы поэт целый год вёл роскошную жизнь. .

## Память и признание
Многие современные греческие композиторы, как правило левой или анархической ориентации, такие как Панос Дзавелас, Томас Бакалакос, Пантелис Талассинос, Парис Перисинакис, а также музыкальная группа с характерным вызывающим именем Бледная трепонема (Ωχρά Σπειροχαίτη) обращались к поэзии Ангулеса, создав ряд известных песен.
В 2008 году греческое издательство «Гавриилидис» в своей интересной серии книг «Снова», где старых греческих поэтов представляют новые, издало томик посвящённый Ангулесу.
Ангулеса представил и отобрал стихи его антологии современный поэт Георгиос Бланас
(Γιώργος Μπλάνας).
Бюст поэта установлен в муниципальном парке города Хиос, среди бюстов наиболее известных уроженцев острова, его именем названа улица города, в зале городского отделения Коммерческого банка выставлена типографская машина на которой поэт печатал газеты, листовки и свои работы.
Кроме столичных изданий, и на региональном уровне «Гомеровский культурный центр Хиоса» в 1990 году издал первый том собрания сочинений Ангулеса.